# 단면

제트 엔진의 단면도.

단면(斷面, cross section)은 3차원 물체를 2차원 평면으로 잘라낸 면을 말한다.
3차원 물체를 평면으로 잘라서 내부 구조를 보이도록 그려놓은 도면을 단면도(斷面圖)라 부른다.

## 같이 보기
- 화법기하학
- 본척
- 해칭